# Station Lathus
Station Lathus is een spoorweghalte in de Franse gemeente Lathus-Saint-Rémy.Zij wordt bediend door treinen van het netwerk TER Nouvelle-Aquitaine op het traject Limoges-Bénédictins - Poitiers.